# Bodtjärnen (Anundsjö socken, Ångermanland, 704240-159160)
Bodtjärnen är en sjö i Örnsköldsviks kommun i Ångermanland och ingår i Moälvens huvudavrinningsområde.